# 6221 Ducentesima
6221 Ducentesima è un asteroide della fascia principale. Scoperto nel 1980, presenta un'orbita caratterizzata da un semiasse maggiore pari a 3,1795757 UA e da un'eccentricità di 0,0969792, inclinata di 1,79477° rispetto all'eclittica.